# Diócesis de Matadi
La diócesis de Matadi (en latín: Dioecesis Matadiensis y en francés: Diocèse de Matadi) es una circunscripción eclesiástica de la Iglesia católica en la República Democrática del Congo. Se trata de una diócesis latina, sufragánea de la arquidiócesis de Kinsasa. Desde el 23 de abril de 2022 su obispo es André Giraud Pindi Mwanza Mayala.

## Territorio y organización
La diócesis tiene 31 000 km² y extiende su jurisdicción sobre los fieles católicos de rito latino residentes en la parte central de la provincia de Congo Central y comprende la ciudad de Matadi, y los territorios de Luozi, Songololo y Mbanza-Ngungu, y parte de los de Kasangulu y de Seke-Banza.
La sede de la diócesis se encuentra en la ciudad de Matadi, en donde se halla la Catedral de Nuestra Señora Medianera de todas las Gracias.
En 2021 en la diócesis existían 54 parroquias.

## Historia
La prefectura apostólica de Matadi fue erigida el 1 de julio de 1911 con el decreto Quo spiritualium de la Congregación de Propaganda Fide, obteniendo el territorio del vicariato apostólico del Congo Belga (hoy arquidiócesis de Kinsasa).
El 23 de julio de 1930 la prefectura apostólica fue elevada a vicariato apostólico con el breve Nos quibus del papa Pío XI.
El 10 de noviembre de 1959 el vicariato apostólico fue elevado a diócesis con la bula Cum parvulum del papa Juan XXIII.

## Estadísticas
Según el Anuario Pontificio 2022 la diócesis tenía a fines de 2021 un total de 1 295 900 fieles bautizados.
| Año                                                                             | Población            | Población | Población      | Sacerdotes | Sacerdotes    | Sacerdotes    | Bautizados por sacerdote | Diáconos permanentes | Religiosos | Religiosos | Parroquias |
| Año                                                                             | Bautizados católicos | Total     | % de católicos | Total      | Clero secular | Clero regular | Bautizados por sacerdote | Diáconos permanentes | Varones    | Mujeres    | Parroquias |
| ------------------------------------------------------------------------------- | -------------------- | --------- | -------------- | ---------- | ------------- | ------------- | ------------------------ | -------------------- | ---------- | ---------- | ---------- |
| 1950                                                                            | 133 039              | 300 000   | 44.3           | 67         | 10            | 57            | 1985                     |                      | 107        | 80         | 19         |
| 1969                                                                            | 205 000              | 560 000   | 36.6           | 82         | 27            | 55            | 2500                     |                      | 85         | 188        | 31         |
| 1978                                                                            | 400 000              | 600 000   | 66.7           | 75         | 30            | 45            | 5333                     |                      | 60         | 98         | 37         |
| 1990                                                                            | 626 000              | 1 253 000 | 50.0           | 75         | 46            | 29            | 8346                     |                      | 43         | 130        | 36         |
| 1999                                                                            | 600 000              | 1 400 000 | 42.9           | 117        | 98            | 19            | 5128                     |                      | 27         | 166        | 37         |
| 2000                                                                            | 650 000              | 1 420 000 | 45.8           | 142        | 121           | 21            | 4577                     |                      | 34         | 169        | 37         |
| 2001                                                                            | 610 000              | 1 450 000 | 42.1           | 146        | 125           | 21            | 4178                     |                      | 35         | 172        | 37         |
| 2002                                                                            | 620 000              | 1 500 000 | 41.3           | 142        | 120           | 22            | 4366                     |                      | 36         | 171        | 36         |
| 2003                                                                            | 660 000              | 1 700 000 | 38.8           | 144        | 116           | 28            | 4583                     |                      | 41         | 151        | 37         |
| 2004                                                                            | 665 000              | 1 750 000 | 38.0           | 152        | 124           | 28            | 4375                     |                      | 41         | 159        | 37         |
| 2013                                                                            | 1 120 944            | 2 476 000 | 45.3           | 132        | 114           | 18            | 8492                     |                      | 33         | 152        | 40         |
| 2016                                                                            | 1 121 010            | 2 518 006 | 44.5           | 145        | 126           | 19            | 7731                     |                      | 31         | 160        | 53         |
| 2019                                                                            | 1 276 854            | 2 552 393 | 50.0           | 141        | 119           | 22            | 9055                     |                      | 37         | 189        | 55         |
| 2021                                                                            | 1 295 900            | 2 592 650 | 50.0           | 163        | 123           | 40            | 7950                     |                      | 66         | 221        | 54         |
| Fuente: Catholic-Hierarchy, que a su vez toma los datos del Anuario Pontificio. |                      |           |                |            |               |               |                          |                      |            |            |            |

## Episcopologio
- Giuseppe Heintz, C.SS.R. † (1 de agosto de 1911-febrero de 1929 falleció)
- Jean Cuvelier, C.SS.R. † (28 de junio de 1929-mayo de 1938 renunció)
- Alphonse Marie Van den Bosch, C.SS.R. † (14 de junio de 1938-18 de diciembre de 1965 renunció[nota 1])
- Simon N'Zita Wa Ne Malanda † (18 de diciembre de 1965-8 de marzo de 1985 retirado)
- Raphaël Lubaki Nganga † (8 de marzo de 1985 por sucesión-26 de marzo de 1987 falleció)
- Gabriel Kembo Mamputu † (21 de junio de 1988-21 de septiembre de 2010 retirado)
- Daniel Nlandu Mayi † (21 de septiembre de 2010 por sucesión-6 de marzo de 2021 renunció)
- André Giraud Pindi Mwanza Mayala, desde el 23 de abril de 2022[nota 2]